# Провулок Ломоносова (Мелітополь)
Провулок Ломоносова — провулок в Мелітополі на Мікрорайоні. Йде від вулиці Ломоносова до вулиці Сопіна.

## Назва
Провулок названий на честь російського вченого М. В. Ломоносова.
В місті також є вулиця Ломоносова і 1-й провулок Ломоносова.

## Історія
Виник як Безіменний провулок. 31 мая 1963 був перейменований на провулок Ломоносова.